# Roque del Oeste
Roque del Oeste – mała, niezamieszkana wyspa należąca do Archipelagu Chinijo, znajdującego się na północ od wyspy Lanzarote, należąca do archipelagu Wysp Kanaryjskich zaliczanych do Makaronezji.
Jej powierzchnia wynosi 0,015 km², najwyższe wzniesienie wynosi 41m. Na jej terenie znajduje się strefa ochronna dla ptactwa morskiego (Parque Natural del Archipiélago Chinijo).
W języku hiszpańskim jej nazwa oznacza „skałę na zachodzie”.